# 天主教帕拉教區
天主教帕拉教區（拉丁語：Dioecesis Palaënsis）是乍得一個羅馬天主教教區，屬恩賈梅納總教區。
同名的宗座監牧區成立於1956年12月19日，1964年1月16日升為教區。
教區位於西凱比河區、東凱比河區。2004年有教友35,246人（佔轄區總人口3.4%）、卅一個堂區、卅九名司鐸。現任教區主教為若望-克勞德‧布夏爾。